# فرد بیسبی
فرد بیسبی (انگلیسی: Fred Bisby؛ 1880 – ۱۷ سپتامبر ۱۹۴۸) بازیکن فوتبال اهل بریتانیا بود.
از باشگاه‌هایی که در آن بازی کرده‌است می‌توان به باشگاه فوتبال گریمزبی تاون و باشگاه فوتبال وورکساپ تاون اشاره کرد.